# Zorzines lamprobasis
Zorzines lamprobasis là một loài bướm đêm trong họ Noctuidae.